# ダルバク・ハーン
ダルバク・ハーン（モンゴル語: Дэлбэг хаан、ᠳᠡᠯᠪᠡ
ᠬᠠᠭᠠᠨ 英語：Delbeg Khan、1395年 - 1415年）は、モンゴル帝国の第24代（北元としては第10代）皇帝（ハーン）。『明史』韃靼伝では答里巴と表記される。

## 生涯
1395年、オルジェイ・テムル・ハーンの子として生まれる。
1410年、明の永楽帝は、自ら大軍を率いてモンゴル高原に攻め込み、オノン川のほとりでオルジェイ・テムル・ハーンのモンゴル軍を粉砕した。行き所を失ったオルジェイ・テムル・ハーンはオイラトに逃げ込んだ。
1412年、オイラトのマフムードはオルジェイ・テムル・ハーンを殺し、ダルバクを17歳でハーン位につけた。
1414年、明の永楽帝は再び自ら大軍を率いてモンゴル高原に攻め込み、ケンテイ山中のウラーン・ホシューン（「赤い山鼻」の意）の地で、ダルバク・ハーンとマフムードのオイラト軍を粉砕した。
1415年、ダルバク・ハーンは21歳で崩御し、オゲチ・ハシハの子のオイラダイ・ハーンが後を継いで即位した。

## 出自について
他にエルベク・ニグレスクチ・ハーンの子とする説、アリクブケの子孫とする説もある。